# Jan de Beus
Jan de Beus (Muiderberg, 8 mei 1958) is een Nederlands kunstschilder, geboren als boerenzoon.  Hij maakt voornamelijk schilderijen in een stevige verftoets en in een abstracte stijl. In zijn vroegere kunstenaarsjaren maakte hij ook etsen en tekeningen.
De Beus is ook kunstverzamelaar, met name van de kunstenaars die hem in zijn eigen werk hebben geïnspireerd.

## Jeugd en opleiding
Op zijn vijftiende is Jan de Beus naar eigen zeggen van school gegaan in Muiderberg en kort daarna kocht hij zijn eerste olieverf omdat hij besloot kunstenaar te worden. Hij nam daarom in 1975 ook les bij de amateurschilder Jan Meyer en schilderde toen landschappen rondom Muiderberg en stillevens in een Duits-expressionistische stijl.
Van 1976 tot 1978 kreeg hij schilderlessen van Roland van den Berg te Amsterdam. In 1977 volgde hij vanuit Muiderberg de avondopleiding aan de Rijksacademie van Beeldende Kunsten in Amsterdam – de stad waar hij in 1983 naar verhuisde. Vanaf 1982 verbleef hij regelmatig kortere periodes in Berlijn, en kwam dan in contact met de kunstenaars van de Neue Wilden.

## Ontwikkeling als kunstenaar
Rond 1980 raakte de Beus gefascineerd door de Amerikaanse schilders van het abstract expressionisme, van wie hij de schilderijen kon bekijken in het Stedelijk Museum Amsterdam. Daar zag hij werken hangen van o. a. Willem de Kooning, Jackson Pollock, Franz Kline en Helen Frankenthaler. In Amsterdam begon De Beus al snel op te trekken met de kunstenaars die toen gerekend werden tot de Nederlandse Nieuwe Wilden vanwege hun maatschappelijke betrokkenheid en expressiviteit. Daarom werd zijn werk ook tentoongesteld door de Amsterdamse galerie Jurka, die ook Nieuwe Wilde-kunstenaars vertegenwoordigde als Rob Scholte, Peter Klashorst en Maarten van der Ploeg.
Vanaf c. 1983 verbleef Jan de Beus regelmatig langere periodes in Berlijn en kwam daar in contact met de emotionele, heftige schilderkunst van de kunstenaars van de Nieuwe Wilden zoals Karl Horst Hödicke, Bernd Zimmer, Helmut Middendorf en Rainer Fetting. Hun kunst was maatschappelijk betrokken; de invloed hiervan is duidelijk te zien in de werken van Jan de Beus uit die jaren. Berlijn was toen de stad van het maatschappelijke en artistieke verzet, wat hem sterk aansprak. Hij bouwde al snel intensieve contacten op met een aantal ‘Neue Wilde’ kunstenaars en exposeerde met hen in diverse galeries in Duitsland, Engeland en Nederland. 
Zijn werken schilderde hij in die jaren overwegend met acrylverf - een verf die snel droogt en hem daarom goed paste bij zijn nomadische bestaan van toen, met veel wisselende locaties. 
Vanaf c. 1990 begon de Beus afstand te nemen van deze euforische expressionistische schilderwijze. Hij zag zichzelf niet langer als de ‘schildersrebel’ die onverbiddelijk wil breken met alle voorgaande schildertradities en daarom een geheel eigen werkwijze moet ontwikkelen. Ook liet hij toen de maatschappelijke thema’s los en richtte zich meer op de eigenschappen van de kleuren, waar hij dan ook grondig mee begon te experimenteren. De bekende klassieke relatie in de kunst van ‘Mens & Natuur’ werd daarbij een vaststaand thema in zijn werk. Hij richtte zich daarbij meer op de oude meesters in de schilderkunst zoals Titiaan en zocht bij hen naar de antwoorden op zijn vraag naar de essentie van kunst.                      
In die jaren werden literatuur en klassieke muziek voor zijn werk een sterke inspiratie, wat blijkt uit de titels die hij toen zijn werken gaf zoals zijn serie van vijf ‘Faust’ schilderijen.

## Het latere werk
Vanaf c. 2004 begon De Beus ook monochrome schilderijen te maken, dus in één kleur - al dan niet met toevoeging van een tegenkleur. Vanaf die jaren legt hij zijn doeken plat op twee schragen met een werkblad erop, waarna hij de pasteuze olieverf met spatels en kwasten stevig aanbrengt op het doek; zo kan de dikke, zware verf niet van het doek afglijden.
Deze schilderijen zijn te benoemen als materiekunst; ze zijn vaak monochroom in kleur opgebouwd. Er is in deze werken een beweeglijk en gelaagd opgebracht verfoppervlak te zien dat soms over de randen van het doek doorloopt. Elk schilderij heeft zo in één of in enkele kleuren een geheel eigen opbouw, waardoor de kijker lang met zijn ogen over het beschilderde doek blijft zwerven.
In deze periode heeft de Beus weliswaar zijn figuratieve onderwerpen definitief losgelaten, maar toch komt het landschap vanaf 2006 zichtbaar terug in een reeks werken. Ook een aantal titels verwijzen dan weer expliciet naar het landschap, zoals bij zijn twee schilderijen ‘Landschap Muiderberg naar Rembrandt’ uit 2006 die schilderde naar sepiatekeningen, door Rembrandt rond 1647/48 gemaakt van de ruïne van de kerk van Muiderberg.
Citaat
“Mijn schilderijen zijn te vergelijken met opera, muziekdrama’s. Het zijn eigenlijk geschilderde dagboeken. Mijn leven en liefdes, het zit er allemaal in, ook het nulpunt van de monochrome schilderijen.”

## Exposities, een selectie
- 1982: groepstentoonstelling Unter Drei galerie ‘lnterni’ - Raab, Berlijn, Duitsland
- 1982-83 solotentoonstelling in ‘Galerie Jurka’, Amsterdam [12]
- 1986: groepstentoonstelling 2x2 Dutch en Flemish contemporary art, kunstcentrum ‘De Vonk‘, Bussum
- 1986: solotentoonstelling in galerie ‘Artspace’, Torshavn, Føroyar, Denemarken[12]
- 1991: groepstentoonstelling Confrontatie op formaat, galerie Willy Schoots, Eindhoven
- 1994: solotentoonstelling in ‘Galerie Aschenbach’, Amsterdam
- 1998: groepstentoonstelling Hedendaagse religieuze kunst, De Vishal, Haarlem
- 2000: groepstentoonstelling Halle und Das Salz der Erde, Hallescher Kunstverein, Stadtmuseum Halle, Duitsland
- 2003:solotentoonstelling bij kunstvereniging ‘Hallesher Kunstverein’, Halle, Duitsland[12]
- 2006/07: groepstentoonstelling New Works, Berengo Fine Arts, Venetië, Italië
- 2010: solotentoonstelling in ‘Galerie Nihil Nisi’, Berlijn, Duitsland
- 2010: duo-tentoonstelling Jan de Beus en Eric Beets galerie Galerie Wegert & Sadocco, Schagen[13][14]
- 2011: groepstentoonstelling "De kortstondige eeuwigheid van het zwart", Kunstcentrum, Hamme, België
- 2013: groepstentoonstelling "Wonderkamers", Gemeentemuseum, Den Haag
- 2019/20: groepstentoonstelling "ARMANDO'S LIEVELINGEN", Chabot Museum, Rotterdam[15]
- 2023: groepstentoonstelling "Als de Dood", museum Belvedere, Heerenveen – Oranjewoud [16]
- 2024: solotentoonstelling "Jan de Beus: schilder ‐ verzamelaar", museum Flehite Amersfoort, november 2024 – maart 2025 [17]

## Publicaties
- Jan de Beus : etsen 1996 = Jan de Beus : etchings 1996, auteur Jurrie Poo; publicatie van galerie Kadijkveste, Amsterdam. OCLC: 921069746[18]
- Jan de Beus: schilderijen 1980-2000 = Jan de Beus : paintings 1980-2000 = Jan de Beus : Bilder 1980-2000 - auteur Léon Hanssen; publicatie van Domes Artis, 2000. ISBN 90-90136-37-1[19]
- Jan de Beus: schilderijen en tekeningen 1990-1995 = Jan de Beus : paintings and drawings – auteurs Daan van Speybroek en Saskia Monshouer, tentoonstellingscatalogus gepubliceerd door Huis voor Beeldende Kunst, Utrecht, 1995. OCLC: 921069774.[20]
- Jan de Beus, Schilderijen Bilder 2000 - auteurs Andre Linthorst en Emke Clifford Kocq van Breugel; Lecturis B.V. 2010. ISBN 978-9081013925[21]
- Jan de Beus Schilderijen 1978 - 2024, auteurs: Etiene Delbaere, Onno Maurer en Frits Scholten, publicatie uitgegeven bij de tentoonstelling in museum Flehite te Amersfoort, 2024. ISBN 978-9090387109